# 屋島登山鉄道
屋島登山鉄道株式会社（やしまとざんてつどう）とは、香川県高松市でケーブルカー（屋島ケーブル）を運営していた会社である。
高松琴平電気鉄道の系列会社で、本社は香川県高松市屋島中町字山王141番地（屋島登山口駅内）にあった。

## 歴史
戦前の一時期は平坦線として屋島登山口 - 高松市内の免許を保有していた。この計画は実現せず免許は失効となっている。
- 1927年（昭和2年）11月24日：設立。
- 1929年（昭和4年）4月21日：屋島神社前駅 - 屋島南嶺駅間が開業[2]。
- 1944年（昭和19年）2月11日：営業休止。
- 1950年（昭和25年）4月16日：屋島神社前駅を屋島登山口駅に、屋島南嶺駅を屋島山上駅に改称し営業再開。
- 2004年（平成16年）10月16日：営業休止。
- 2005年（平成17年）8月31日：屋島登山口駅 - 屋島山上駅間廃止。
- 2006年（平成18年）7月20日：法人格消滅。

### 廃線の経緯
2001年に親会社の高松琴平電気鉄道が経営破綻し、民事再生法適用を申請して以来、単独経営を続けていたが、利用者数の低迷から資金繰りが悪化し、2004年10月12日に高松地裁に準自己破産を申請を行い、10月18日に破産宣告を受けた。負債総額は約9億円。
同日、四国運輸局に10月16日からのケーブルカーの営業休止届を提出し、10月15日の運行を最後に営業休止にいたった。しかし、同日早朝の試運転で電気系統のトラブルにより路線途上で停止、ぎりぎりまで修理が続けられたが間に合わず、この日の営業運転は行われないまま運休となった。その後、ケーブルカーの譲渡先を探していたが、屋島への観光客が年々減少し続けていること、施設があまりにも老朽化していたことから譲渡先として名乗り出る者はおらず、2005年7月1日に鉄道事業の廃止を届け出た。当初廃止予定日を2006年7月1日としていたが、2005年8月22日に廃止予定日の繰り上げを届け出て、2005年8月31日に廃止した。
2006年7月20日付で破産手続が終結し、完全消滅した。

## 路線
- 屋島ケーブル